# 輕型裝甲偵查車

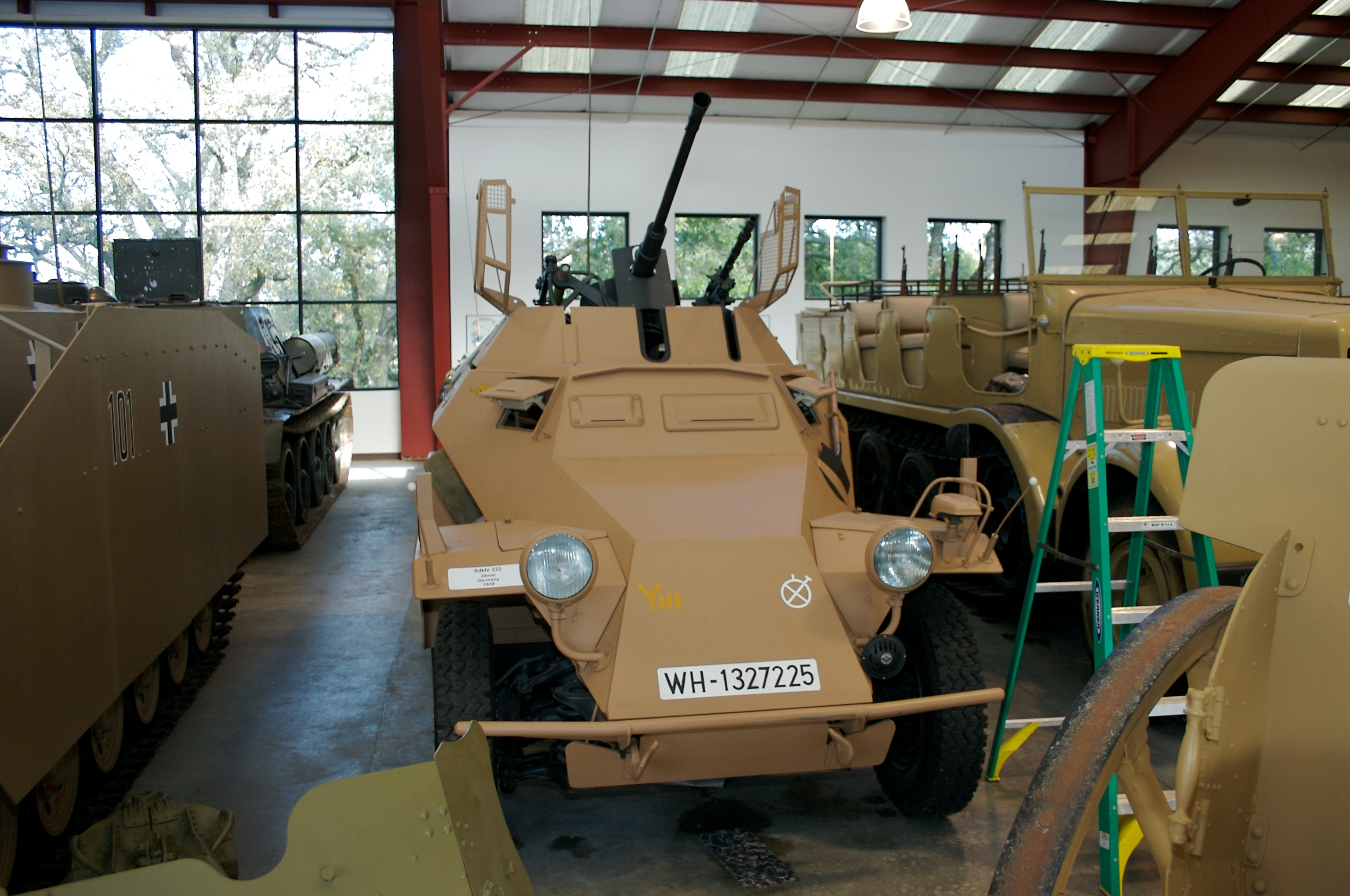
一輛私人收藏的Sd.Kfz.222

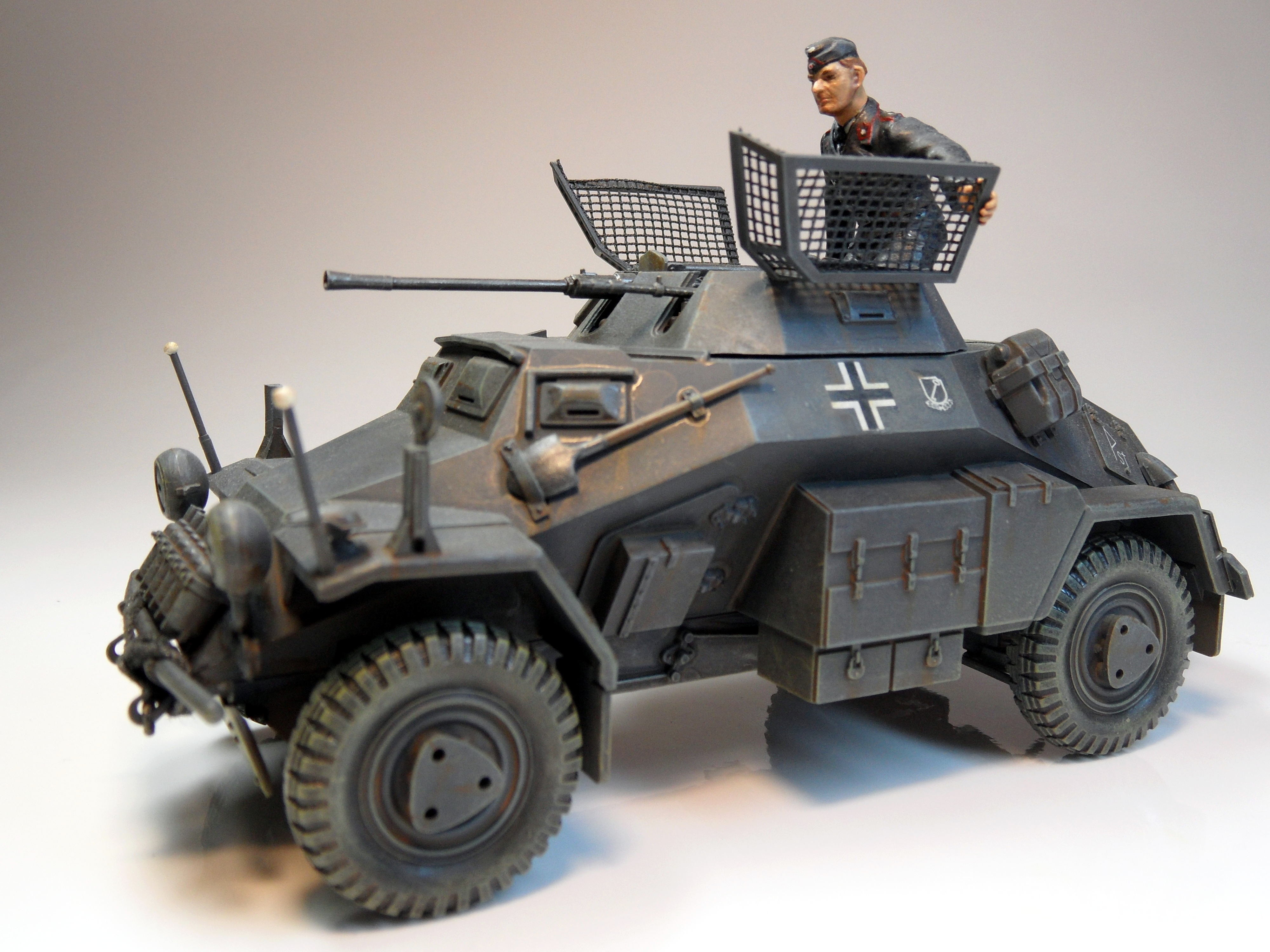
圖為Sd.Kfz.222模型

輕型裝甲偵察車（德語：Leichter Panzerspähwagen），是納粹德國在1935-1944年開發生產的一系列輕型四輪傳動裝甲車。

## 開發歷史
一戰結束後，德國在1933年開始研發軍用輪式裝甲車，由於受到《凡爾賽條約》限制，德國軍方是不允許進行裝甲車之類武器裝備的研究，所以軍方轉而地下進行秘密研究。首先是基於 Pkw Adler Standard 6 汽車底盤上進行改裝的 Kfz 13，但 Kfz 13 雖然採用了四輪驅動的架構，但其越野性能跟防禦能力都不佳。後來德國軍方吸取其開發經驗，接著開始 Sd.Kfz.221 等輕型輪式裝甲車的研發。
德國軍方總結了 Kfz.13 的問題，在1935年提出了一款全地形偵察車的要求，該車為四輪驅動，獨立懸掛，車體後部安裝有一台V8 3.5L Horch引擎提供動力。車體由不同厚度的鋼板銲接而成，前部為15mm傾斜裝甲，後部和側面為6mm裝甲，可抵禦一些小口徑武器的攻擊。駕駛座位於車體右前方，通過裝備有護盾的觀察窗觀察外在情況，車長和炮手/無線電操作員位於車體中央。從上方觀察，整個車體成菱形，兩頭較尖，而中部較寬。主要武器為炮塔內的一挺MG34機槍，有敞開式鋼板進行有限防護，備彈1100發。這款裝甲車官方名稱為「輕型偵察裝甲車專用車221號」（Leichter Panzerspähwagen Sd.Kfz.221），底盤由霍希公司（即Auto Union）在茨维考建造，整車則是在位於埃爾賓的F. Schichau廠進行。
Sd.Kfz.221 靈活迅速，續航能力可達320公里，服役初期是符合軍方需求的偵察車，在初期的波蘭和巴黎的戰役中，得益於作戰地形為城市，Sd.Kfz.221表現的非常出色，但是在巴巴羅薩行動後，在寒冷天氣和泥濘路況的雙重壓力下，Sd.Kfz.221越野能力不足的缺點就被暴露出來。而且Sd.Kfz.221雖然根據任務情況不同可更換為39型反坦克步槍或41型28mm反坦克炮以增強火力，但隨著戰爭的進行，Sd.Kfz.221火力不足的缺點變得更加嚴重，之後逐步被更新型的車輛所取代，而這些老舊的Sd.Kfz.221則是被用作被佔領國家的巡邏車或通訊車。
隨著戰爭的進展，作戰地形跟氣候的變化，使得德國軍方對於輕型裝甲車的需求變得更加嚴苛，Sd.Kfz.221進行了大幅改進。首先就是針對車體外殼及內構重新佈局，並且為了獲得更好的越野性能和乘載火力更加強大的武器，整個底盤也被重新設計過，此型號最終定名為Sd.Kfz.222。新車由Weserhütte、Schichau、MNH、Büssing-NAG和霍希等公司共同承擔生產任務，從1936年開始到1943年停產，總產量超過了1800輛。
改進後的Sd.Kfz.222整車的整體性能得到很大改善，自1938年正式配發至黨衛軍、裝甲部隊和機械化部隊後，迅速成為一線部隊的主力偵察車。但隨著敵方投入了更先進的火砲、槍械，Sd.Kfz.222 裝甲相對薄弱的問題日益嚴重，逐漸被 Sd.Kfz.250 半履帶偵察車所取代。尤其是在東線，後者的射程和越野能力得到了軍方認可，因此逐漸退出了一線部隊，回歸訓練學校使用。
約40-60輛 Sd.Kfz.221/222/223 被改裝後，在1936年至1939年被出售給了中國。

## 衍生型
Sd.Kfz.221
從1935年開始量產的第一款輕型裝甲偵察車，到1940年約生產了340輛供軍方使用。裝備了一挺7.92 mm MG13通用機槍，1938年起改配備MG34通用機槍。標準乘員為兩人。前方裝甲最厚處為14.5 mm.
部份 Sd.Kfz.221 使用改裝的砲塔並裝上2.8 cm sPzB 41重型反坦克步槍，並命名為「Leichter Panzerspähwagen (M.G.)」。
Sd.Kfz.222
此版本武裝配備了2 cm KwK 30 L/55 速射炮和 7.92 mm MG 13 機槍。乘員增加至3人，新增一名砲手以減輕車長的負擔。武裝部份，在1938年，MG 13被MG 34所取代，1942年 KwK 30 則由射速更快的KwK 38所取代。初期型號使用3.5L汽油發動機，後期則是換成了動力更加強勁的3.8L發動機。生產時間由1937年至1943年末，總共至少生產了990輛供軍方使用。

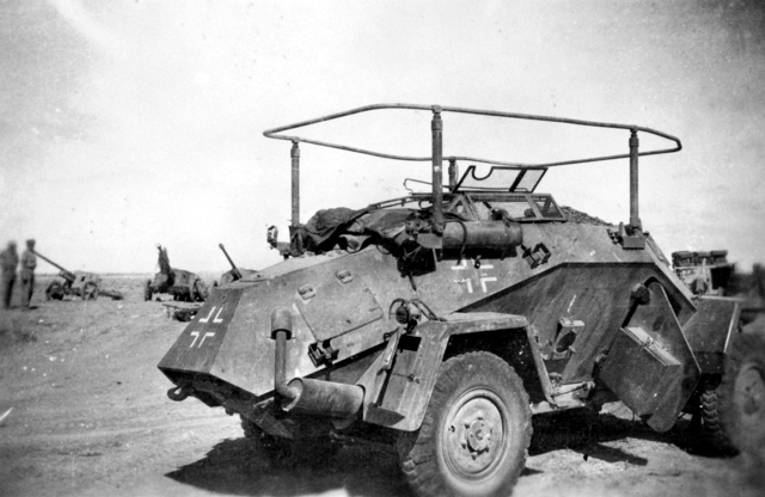
被擄獲的 Sd.Kfz. 223，攝於1942年北非。

Sd.Kfz.222 正式全名為「Leichter Panzerspähwagen (2 cm)」。
Sd.Kfz.223
基於Sd.Kfz.221的功能，並加上框型天線及30瓦功率 FuG 10 中距離無線電設備。後期版本則配備了80瓦功率 FuG 12 無線電設備。 原本配備MG 13機槍，1938年被MG 34取代。組員新增一位無線電通訊員至3人。生產時間由1936年至1944年1月，總共至少生產了567輛供軍方使用。
Sd.Kfz.222 正式全名為「Leichter Panzerspähwagen (Fu)」。
輕裝甲通訊車 Sd.Kfz.260/261
為了長距離無線電通訊所開發的無武裝版本，車體環繞著「床式」框架的無線電天線，Sd.Kfz.260 設計主要用途是為了和航空機溝通用，而 Sd.Kfz.261 則是為了和其他陸軍單位通訊用。也有紀錄 Sd.Kfz.260 在芬蘭被改裝為一般裝甲車。
至1940年9月，總共下訂36輛Sd.Kfz.260 及 289輛Sd.Kfz.261。工廠從1941年4月至1943年4月，兩者總共生產了483輛。

## 使用者
- 納粹德國
- 中華民國：称“豪须”式4.5吨装甲车。12辆為標準版SdKfz 221，6辆為加裝2厘米KwK 30坦克炮的SdKfz 222、4辆SdKfz 223裝甲指揮車，共採購三型22輛。1937年装备陆军装甲兵团搜索营第三连，每個摩托化搜索排配備2輛SdKfz 221、1輛SdKfz 222，搭配搭乘春達普K500、K800摩托車的摩托化搜索班進行偵蒐任務。國軍採購的裝甲偵察車有部分硬體規格降規，包括武裝更換為MG13通用機槍，採用的輪胎也非原版的越野用車胎。這批裝甲偵察車在抗日戰爭後大部分由國民革命軍第五軍所轄的國民革命軍第200師使用，在200師成軍時有18輛在該師運用，在200師恢復步兵部隊後，裝甲部隊轉換編制繼續由第五軍指揮運用。到中國遠征軍第一次入緬作戰時尚有參與作戰，服役結局不明。
- 保加利亚
- 羅馬尼亞